# Revolution Baby (canción)
«Revolution Baby» es el sencillo con el que Transvision Vamp debutó, y fue publicado originalmente en 1987 llegando sólo al puesto n.º 77 de la lista de ventas de Reino Unido. Después del avance de la banda en 1988 con el lanzamiento de "I Want Your Love", "Revolution Baby" fue posteriormente reeditada, alcanzando esta vez el puesto n.º 30 en el Reino Unido y el 24 en Australia. El diseño de la cubierta difiere radicalmente entre las versiones de 1987 y la de 1988 (se le acusó de ser el motivo de su fracaso inicial) así como la lista de canciones.

## Lista de canciones
Vinilo de 7" (1987) (TVV 1)
1. «Revolution Baby» - 4:00
2. «Vid Kid Vamp» - 2:58

Vinilo de 12" (1987) (TVVT 1)
1. «Revolution Baby» (Electra-Glide Mix) - 6:02
2. «No It U Lover»
3. «Vid Kid Vamp» - 2:58

Vinilo de 7" (1988) (TVV 4 / TVVPR 4)
1. «Revolution Baby» - 4:00
2. «Honey Honey» (Dave Parsons) - 2:37
3. «Long Lonely Weekend» (Anthony Doughty) - 3:34

- Se publicó también una edición limitada de la cubierta de  7(TVVPR 4).

Vinilo de 12" (1988) (TVVT 4 / TVVTP 4)
1. «Revolution Baby» (Electra-Glide Mix) - 6:02
2. «Honey Honey» - 2:37
3. «Long Lonely Weekend» - 3:34

- Se publicóp también una edición limitada de 12" picture disc (TVVTP 4).

CD sencillo (1988) (DTVV 4)
1. «Revolution Baby» (Electra-Glide Mix) - 6:02
2. «Honey Honey» - 2:37
3. «Vid Kid Vamp» - 3:02 *
4. «Long Lonely Weekend» - 3:34

- * "Vid Kid Vamp" fue remezclada de la versión original de la cara B.

## Lista de éxitos
| Transvision Vamp (1988)          | Posición pico |
| -------------------------------- | ------------- |
| UK Singles Chart                 | 30            |
| Listas musicales de Australia    | 24            |
| Lista de ventas de Nueva Zelanda | 37            |